# Тернер (округ, Джорджия)
Те́рнер (англ. Turner County) — округ штата Джорджия, США. Население округа на 2000 год составляло 9504 человек. Административный центр округа — город Ашберн.

## История
Округ Тернер основан в 1905 году.

## География
Округ занимает площадь 740.7 км2.

## Демография
Согласно Бюро переписи населения США, в округе Тернер в 2000 году проживало 9504 человек. Плотность населения составляла 12.8 человек на квадратный километр.